# Красногорский, Борис
Борис Красногорский — русский журналист и писатель-фантаст.
Фамилия «Красногорский», вероятно, является псевдонимом.

## Творчество
Красногорский известен благодаря своей научно-фантастической дилогии о межпланетных путешествиях: «астрономическим романом» «По волнам эфира» (1913) и его продолжением, написанным в соавторстве с астрономом Даниилом Святским — «Острова эфирного океана» (1914) .

### «По волнам эфира»
В первом романе, группа петербургских энтузиастов занимается необычными научными проектами, среди которых — космический полет на Венеру.
Космический корабль под названием «Победитель пространства», строится на Обуховском заводе Петрограда и представляет собой «вагон для пассажиров» с закрепленным на нём кольцевым зеркалом. По замыслу автора, лучи Солнца должны производить давление на полированную поверхность зеркала с силой, достаточной для того, чтобы корабль достиг космических скоростей (см. Солнечный парус). Поворачивая зеркало относительно вагона и Солнца и сообразуясь с силами притяжения планет, можно уменьшать силу давления лучей и менять направление движения. Момент старта выбирается во время восхода или захода Солнца, когда его лучи косо падают на Землю, а аппарат предварительно поднимается над землёй с помощью наполненных водородом шаров.
Корабль стартует с Марсова поля. По расчетам автора, весь полет с Земли на Венеру, включая подъем и спуск в земной атмосфере, должен был занять 42 дня. Однако почти сразу «Победитель пространства» оказывается в метеоритном потоке «персеид». Путешественники пытались маневрировать, но один из крупных камней попадает в аппарат, корабль теряет своё зеркало, входит в земную атмосферу и падает в Ладожское озеро, где его подбирает пароход.

### «Острова эфирного океана»
Новый старт аппарата Имеретинского «Победитель Пространства» (в форме вагона с большим поворотным парусом-зеркалом) производится в 12 верстах от Петербурга по Финляндской железной дороге. Воздушные шары поднимают его в верхние слои атмосферы, а дальше корабль «Победитель Пространства» использует «лучевое давление» для путешествия по эфиру к Венере. Больше всего путешественников (их было четверо: Валентин Александрович Имеретинский, Борис Геннадиевич Добровольский, Карл Карлович Флигенфегер и Наташа Аракчеева) стесняло отсутствие тяжести. За бортом своего корабля они видят мертвую стрекозу (Libellulidae) и «метеорную пыль». В полете «пассажиры» пьют чай, едят мясные консервы, обсуждают эфир как нулевой элемент таблицы Менделеева и небулярную гипотезу Канта-Лапласа. Неожиданно корабль настигают конкуренты на аппарате «Patria» и производят несколько залпов из пушки. Авторы романа не называют страны, запустившей второй аппарат, но именам (Густав Штернцеллер), обращение («фрау») и географическое положение (соседство с Францией и Россией) указывают на Германию. Ядро вражеского аппарата повредило руль и российский корабль вынужден плыть по эфиру прочь от Венеры, мимо Земли к Марсу. Путешественники коротали время: Наташа читала книги, Флигенфегер рисовал, Добровольский производил вычисления комет, а Имеретинский изобретал новый оптический прибор. Возле Юпитера пассажиры смогли стабилизировать полет и двинуться обратно в направлении Земли. Однако аппарат лишь слегка задевает земную атмосферу, вновь приближается к Венере и, наконец, опускается на её поверхность. В сумрачном мире чужой планеты их встречают стрекозы, лужайки из  хвощей и леса сигиллярий. В процессе исследования планеты, путешественники обнаруживают питьевую воду, съедобных раков, орехи, а также видят в бинокль флаг Кайзеровской Германии. Путешественники братаются с двумя немцами (Штейн и Блауменберг), которые потерпели крушения при спуске аппарата «Patria». Те говорят о космополитическом характере науки, указывают на обломки своего корабля и на могилу их товарища Штернцеллера. Следующим гибнет от жала местного скорпиона Блауменберг. Путешественникам удается отремонтировать аппарат «Победитель Пространства» и вернуться на землю. Экспедиция Имеретинского приземлилась в Каспийское море, в нескольких верстах от Ленкорани Бакинской губернии. Затем на пароходе они прибыли в Баку, где на главной площади города состоялся «многотысячный митинг». Оттуда на триумфальном поезде путешественники отправились в Петроград, минуя Гудермес,  Ростов, Харьков и Москву. В конце романа Имеретинский женится на Наташе и они отправляются в Англию.

### Описание аппарата Имеретинского
Авторы романа описывают аппарат как двухэтажный металлический вагон в форме цилиндра (дно имеет вид круга). Движущей силой аппарата является зеркало-рефлектор, выполняющее роль солнечного паруса. Одновременно зеркало выполняет роль парашюта при приземлении. Управление зеркалом осуществляется с помощью рычагов. Из приборов упомянуты телескоп, термометр, хронометр, бинокль, весы Гольцева и велосиметр. Наблюдение за пространством осуществляется через окна, которые прикрывают занавески. Внутренние отсеки названы комнатами и каютами. В аппарате имелись запасы еды на 3 месяца. Скорость вагона достигала 160 км в секунду.

## Произведения
- Красногорский Б. По волнам эфира. Астрономический роман. — Санкт-Петербург: Книгоиздательство «Всходы», 1913. — (Библиотека «Всходов»).
- Красногорский Б., Святский Д. Острова эфирного океана. Астрономический роман. — Петроград: Книгоиздательство «Всходы», 1914. — 258 с. — (Библиотека «Всходов»).
- Красногорский Б. По волнам эфира. — Екатеринбург: Тардис, 2011. — 200 с. — (Фантастический раритет). — 1100 экз.
- Красногорский Б., Святский Д. Острова эфирного океана. — Екатеринбург: Тардис, 2011. — 204 с. — (Фантастический раритет). — 1100 экз.